# Samuel Akere
Samuel Akere, né le 16 février 2004 à Abeokuta au Nigeria, est un footballeur nigérian qui évolue au poste d'ailier droit au Widzew Łódź.

## Biographie

### En club
Né à Abeokuta au Nigeria, Samuel Akere commence le football à l'académie G12 FC puis au FDC Vista, un centre de développement du football en Russie, détenu par Anton Zingarevitch, également propriétaire du Botev Plovdiv, où Akere s'engage le 4 mai 2022. 
Il joue son premier match en professionnel avec le Botev Plovdiv le 8 juillet 2022 lors d'une rencontre de championnat face au FC Hebar Pazardjik. Il entre en jeu à la place de Tochukwu Nnadi et son équipe s'incline par un but à zéro.
Le 26 octobre 2023, Akere marque ses deux premiers buts, face au Lokomotiv Sofia, en championnat. Titulaire, il participe à la victoire de son équipe par six buts à zéro. S'imposant comme un titulaire au cours de la saison 2023-2024, Akere prolonge son contrat avec le Botev Plovdiv le 27 novembre 2023, étant désormais lié au club jusqu'en juin 2026,.
Akere est l'auteur d'un but et d'une passe décisive le 27 février 2024 en coupe de Bulgarie, permettant à son équipe de s'imposer face au FK Spartak Varna sur le score de deux buts à un, et de se qualifier pour les demi-finales,.

### En sélection
En décembre 2020 Samuel Akere est convoqué avec l'équipe du Nigeria des moins de 17 ans pour des matchs comptant pour les éliminatoires de la WAFU ZONE B U-17 AFCON 2021.